# محمية ساوة
محمية ساوة هي محمية طبيعية تقع في محافظة المثنى جنوب العراق، أنشئت عام 2007. على أرض مساحتها 500 دونم. وتُعد أكبر محمية للحياة البرية في العراق.
وتتميز محمية ساوة ببيئتها الصحراوية المتكاملة. ويوجد بالمحمية مجموعة من الحيوانات البرية أهمها غزال الريم والنعام، بالإضافة إلى النباتات الصحراوية.